# Lasioglossum reticulatum
Lasioglossum reticulatum är en biart som först beskrevs av Robertson 1892. Den ingår i släktet smalbin och familjen vägbin. Inga underarter finns listade i Catalogue of Life.

## Beskrivning
Honan är blågrön på huvud och mellankropp, med labrum och mandiblerna rödbruna. Bakkroppen är mörkbrun, men tergiterna och sterniterna har rödbruna bakkanter. Hanen har huvud och mellankropp mer rent metallblå, med ett visst grönt skimmer. Bakkroppen är mörkbrun, men utan honans rödbruna bakkanter på segmenten. Hos båda könen är antennerna huvudsakligen mörkbruna. Vingarnas ribbor är rödbruna hos honan, gulbruna hos hanen. Kroppslängden är 6,2 till 6,7 mm hos honan, med varje framvinges (längsta vingen) längd 4,2 till 5 mm. Motsvarande mått för hanen är omkring 5,8 mm för kroppslängden, och 4,2 till 4,4 mm för vinglängden.

## Utbredning
Arten förekommer, och är vanlig, i sydöstra USA, i staterna Texas, Alabama, Georgia, North Carolina, South Carolina och Florida.

## Ekologi
Arten är polylektisk, den flyger till värdväxter från många olika familjer, som sumakväxter (sumaksläktet), korgblommiga växter (skäror och gullrissläktet), kaprifolväxter (tryar), ljungväxter (odonsläktet), ärtväxter (sötväpplingar), rosväxter (plommonsläktet, hagtornssläktet, hallonsläktet och Photinia) samt smilaxväxter (smilaxsläktet). Flygtiden varar mellan mars och september, i Florida dock hela året.